# 食料 VS 燃料

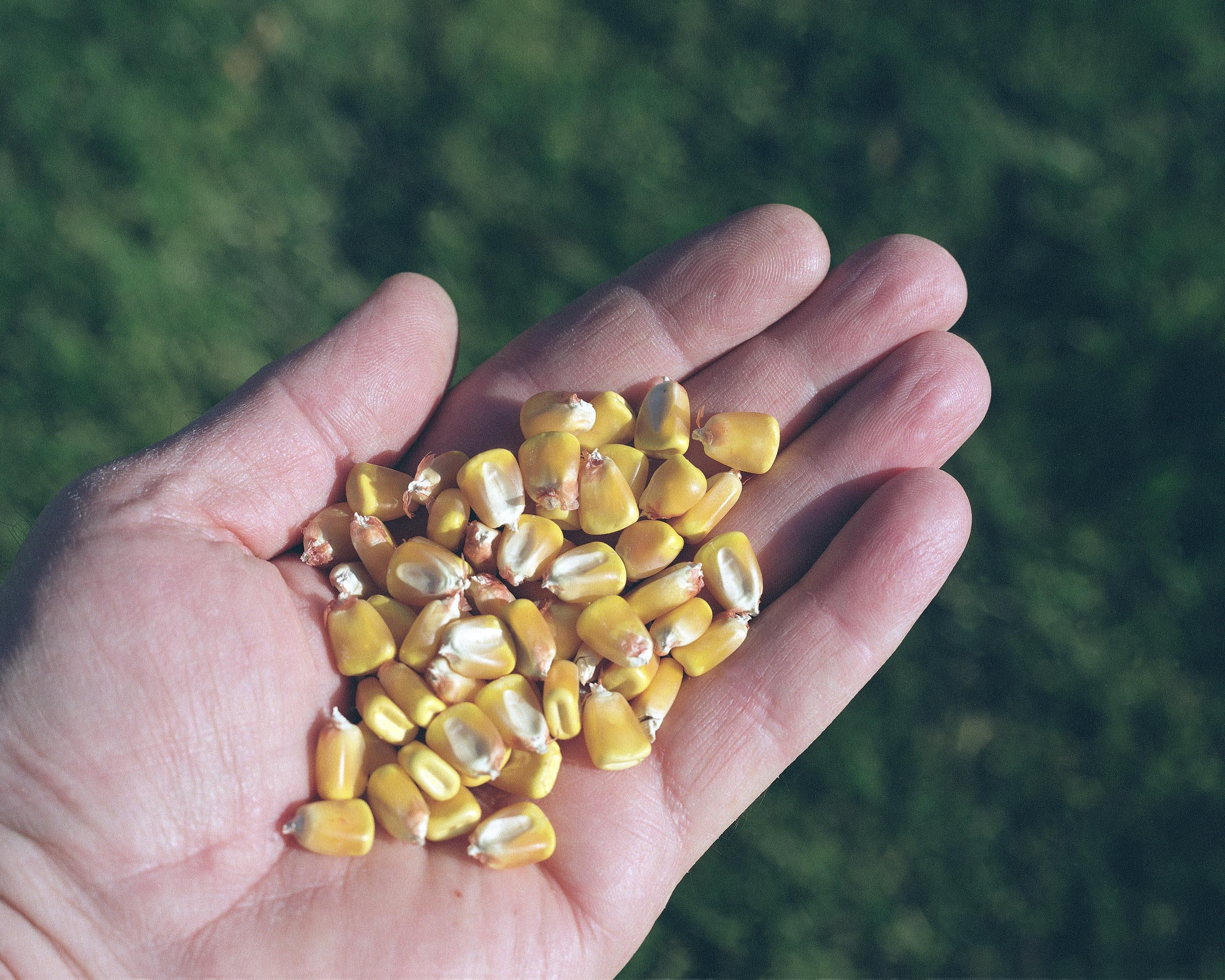
主要な食用穀物であると同時に、バイオ燃料の原料にもなるトウモロコシ

食料 VS 燃料（しょくりょう たい ねんりょう）とは食料とバイオ燃料を巡って穀物の需給が変動する構図を表す。

## 概要
2000年代以降、各国で穀物の作付け地でバイオ燃料用の穀物の栽培が増えており、これまで飼料用だった穀物の相場が高騰している。この原因の一因はアメリカやブラジル等の穀物生産国でのバイオエタノール向けのトウモロコシの需要の急増が挙げられる。そのため、先進国が消費する燃料用の穀物価格が急騰して、その一方で食料用の穀物の生産が減り、所得水準の低い国々での調達が困難に成りつつある。中国での飼料用穀物の需要拡大や世界各地での干ばつによる収穫の減少がこの事態に拍車をかけているが、近年では産油国が石油を増産した事で石油の相場が下がり、バイオ燃料の価格優位性が減少したことにより、この事態が一時期的に緩和されつつある。

## 解決策
各国では食料や飼料用の穀物の生産と競合しない資源的な制約の少ない原材料で製造する第二世代バイオ燃料に関する研究が進められる。一例としてセルロース分解菌の品種改良により、おが屑や間伐材等、従来はバイオエタノールの原料として使用されてこなかった原料を元にバイオエタノールを製造する技術が開発中である。セルロース細胞壁の分解は熱と化学処理を伴い、従来難しい問題であった。またセルラーゼで分解することも実施されていたが、前処理に手間がかかり大変であった。メリーランド大学カレッジパーク校のSteve Hutcheson はチェサピーク湾の沼地で発見されたバクテリア(サッカロファガス デグラダンス）が強力なセルロース細胞壁の分解能を有する事を突き止めた。Zymetis社ではさらに効率よく糖に変更するために遺伝子を組み換えて、72時間で1トンのセルロースバイオマスを糖に変換できる事を実証した。
また、シロアリの消化器官内の共生菌によるセルロース分解プロセスがバイオマスエタノールの製造に役立つ事が期待され、琉球大学や理化学研究所等で研究が進められる。
他にもメタン菌による嫌気性発酵によって下水処理施設などでメタンガスやブタンガスを生成する取り組みが進められる。